# Джи-Ийзи
Джералд Ърл Гилъм (на английски: Gerald Earl Gillum), по-известен под псевдонима си Джи-Ийзи (на английски: G-Eazy), е американски рапър, текстописец и продуцент от Оукланд, Калифорния.

## Биография
Когато Джералд е в първи клас, майка му остава баща му (който е доцент по изкуство в CSU Фресно). Той се премества да живее при баба му и дядо му в Бъркли, Калифорния. По-късно се премества в Северен Оукланд, въпреки че продължава да посещава училището в Бъркли. Когато е на около 12 години, майка му започва да се среща c жена на име Мелиса Милс.
След като се дипломира в Бъркли гимназията, се премества в Ню Орлиънс, за да присъства в Loyola University, където взима уроци по маркетинг, производство и бизнес. През 2011 г., завършва Loyola University с бакалавърска степен по музикална индустрия.

## Дискография

### Албуми
- „The Epidemic LP“ (2009)
- „Must Be Nice“ (2012)
- „These Things Happen“ (2014)
- „When It's Dark Out“ (2015)

### Миксирани ленти
- „The Tipping Point“ (2008)
- „Sikkis on the Planet“ (2009)
- „Quarentine“ (2009)
- „Big“ (2010)
- „The Outsider“ (2011)
- „The Endless Summer“ (2011)

### EP-та
- „Fresh EP“ (2008)
- „Nose Goes“ c Суис Крис (2011)
- „Must Be Twice“ c Kристоф Андерсон (2013)
- These Things Also Happened" c Kристоф Андерсон (2014)

## Сингли
- „Lady Killers“ c Хууди Алън (2012)
- „Marilyn“ c Доминик Лейеун (2012)
- „Far alone“ c Джей Ант и E-40 (2013)
- „Almost Famous“ (2013)
- „Tumblr Girls“ c Kристоф Андерсон (2014)
- „I mean it“ c Ремо (2014)
- „Lotta that“ c АСАП Фърг и Дани Сет (2014)
- „Me, Myself & I“ c Бебе Рекша (2015)
- „Order more“ c Стара (2016)
- „Order more (Remix)“ c Лил Уейн, Йо Готи и Стара (2016)
- „Drifting“ c Крис Браун и Тори Ланес (2016)
- „Saw It Coming“ c Джереми (2016)
- „Calm Down“ (2016)
- „Some Kind of Drug“ c Марс Е. Баси (2016)
- „Bone Marrow“ c Дани Сет (2016)
- „Still“ c Ашли Роус (2016)

### Като гост изпълнител
- „Fuck with U“ (песен на Пия Мия) (2015)
- „You don't own me“ (песен на Грейс) (2015)
- „Exotic“ (песен на Куинси) (2015)
- „Give It Up“ (песен на Натан Сайкс) (2016)
- „You & Me“ (песен на Марс Е. Баси) (2016)
- „Make Me...“ (песен на Бритни Спиърс) (2016)